# Dioctria rungsi
Dioctria rungsi là một loài ruồi trong họ Asilidae. Dioctria rungsi được Timon-David miêu tả năm 1951. Loài này phân bố ở vùng Cổ Bắc giới.